# Hichem Feligha

Hichem Feligha, né le 20 mai 1985 à Annaba (Algérie), est un joueur algérien de handball. Il à joue au poste de gardien de but en équipe d'Algérie et au sein du GSP Alger.

## Biographie
En équipe nationale de 2004 à 2011, il est double champion d'Afrique (2009, 2010), triple champion d’Algérie (2009, 2010, 2011)[réf. nécessaire]
En parallèle de sa carrière sportive, Hichem Feligha fait des études de médecine à la faculté d'Annaba après avoir obtenu son bac avec mention[réf. nécessaire].
Hichem Feligha entraîneur adjoint des U21

## Clubs
- 1998-2002 : Hammra Annaba handball
- 2002-2007 : SRA Annaba
- 2007-2012 : GSP Alger

## Palmarès

### avec les Clubs
- Vainqueur du Championnat d'Algérie (5) en  2008, 2009, 2010, 2011 et  2012
- Vainqueur de la Coupe d'Algérie (5) en 2008, 2009, 2010, 2011 et  2012
- Vainqueur de la Ligue des champions d'Afrique (2) en 2008 et 2009

### avec l'Équipe d'Algérie
- Médaille d'argent aux Jeux africains de 2007
- Médaille d'argent aux Jeux panarabes Caire 2007
- Médaille d'bronze au championnat d'Afrique 2010 ( Égypte)

## Palmarès d'entraîneur
- Vainqueur de la Coupe des Émirats arabes unis : 2025